# Ильчимбетовский сельсовет
Ильчимбетовский сельсовет — муниципальное образование в Туймазинском районе Башкортостана.
Административный центр — село Ильчимбетово.

## История
Согласно «Закону о границах, статусе и административных центрах муниципальных образований в Республике Башкортостан» имеет статус сельского поселения.

## Население
| 2002  | 2009  | 2010  | 2012  | 2013  | 2014  | 2015  |
| ----- | ----- | ----- | ----- | ----- | ----- | ----- |
| 1822  | ↘1807 | ↗1976 | ↘1932 | ↗1975 | ↗2002 | ↗2055 |
| 2016  | 2017  | 2018  |       |       |       |       |
| ↘2050 | ↘2022 | ↗2077 |       |       |       |       |

## Состав сельского поселения
| № | Населённый пункт            | Тип населённого пункта       | Население |
| - | --------------------------- | ---------------------------- | --------- |
| 1 | Ильчимбетово                | село, административный центр | ↗1067     |
| 2 | Япрыково                    | село                         | ↗755      |
| 3 | Байракатуба                 | деревня                      | ↗101      |
| 4 | Максютово                   | деревня                      | ↘45       |
| 5 | Бахчисарай                  | деревня                      | ↗8        |
| 6 | Япрыковского Пожарного Депо | деревня                      | →0        |